# フリーダンス
フリーダンス（Free Dance）は、フィギュアスケートのアイスダンスで行われる種目のひとつ。アイスダンス競技の最後に行われる。略称としてFDと呼ばれることもある。

## 国際スケート連盟ルール
- 演技時間
  - ジュニア：3分30秒
  - シニア：4分
- 使用音楽：選曲は自由。歌詞の入った楽曲の使用も可能。ただし、リズム・ビートを伴うものでなくてはならない。メロディのみの音楽は不可。
- 必須要素数及び内容：計7つ～8つ
  - 1つのショートリフトと1つのロングリフト、または3つの異なるショートリフト
  - ダンススピン
  - 2つの異なるステップ
  - シンクロナイズドトゥイズル
  - コレオダンスリフト、またはコレオダンススピン